# Колосков, Юрий Александрович
Юрий Александрович Колосков (1924—1980) — советский инженер-конструктор, учёный в области создания ракетно-космической техники, главный ведущий конструктор ракетных и космических систем, участник создания и запуска Первого в мире искусственного спутника Земли (1957) и первого в мире полёта космического корабля-спутника Восток с человеком на борту (1961). Лауреат Государственной премии СССР (1970).

## Биография
Родился 3 ноября 1924 года в Чернигове в семье инженера-конструктора А. И. Колоскова (1902—1972).

### Образование и начало деятельности
С 1943 по 1947 год обучался в МВТУ имени Н. Э. Баумана, одновременно с обучением  работал в должности старшего техника отдела № 3 НИИ-88 под руководством С. П. Королёва.

### В ОКБ-1 и работы по создания ракетно-космической технике
С 1948 по 1963 год на научно-исследовательской работе в ОКБ-1 в должностях: инженер, с 1951 года — старший инженер и руководитель группы, с 1953 года — руководитель сектора. Ю. А. Колосков был в составе комиссии в области работ по контрольно-испытательной проверке ракетно-космических изделий перед отправкой на ГЦП МО ССР, принимал участие в создании первых советских баллистических ракет, в том числе в разработке технической документации, создании и лётно-конструкторских испытаниях первой баллистической ракеты Р-1, баллистической оперативно-тактической ракеты Р-2, жидкостной одноступенчатой БРСД наземного базирования Р-5 и Р-5М. С 1954 по 1960 год участвовал в разработке и испытаниях двухступенчатая межконтинентальная баллистическая ракета с отделяющейся головной частью Р-7, за эту ракету Ю. А. Колосков был награждён Орденом Трудового Красного Знамени.
С 1956 года Ю. А. Колосков принимал участие в модификации ракеты-носителя первых искусственных спутников Земли «Спутник», в 1957 году при его непосредственном участии и руководстве проводилось изготовление и пуск Первого в мире искусственного спутника Земли, а так же последующих спутников «Спутник-2» и «Спутник-3». Ю. А. Колосков занимался изготовлением, контрольными испытаниями автоматических межпланетных станций для изучения Луны и космического пространства «Луна-1», «Луна-2» и «Луна-3». С 1958 по 1962 год принимал непосредственное участии по изготовлению ракет для запусков разведывательных космических аппаратов «Зенит». 12 апреля 1961 года был участником изготовления и пуска первого в мире полёта космического корабля-спутника Восток с человеком на борту, в последующем участвовал в изготовлении и запуске второго «Восток-2» и последующих космических кораблей «Восток-3», «Восток-4», «Восток-5» и «Восток-6». С 1962 года принимал участие в изготовлении космических аппаратов Венера-1 предназначенной для исследования планеты Венера и Марс-1 предназначенного для  исследования программы Марс. С 1962 по 1963 год Ю. А. Колосков в качестве ведущего конструктора возглавлял организационные работы по выпуску теоретической, проектной и конструкторской документации на первом этапе создания  ракеты-носителя сверхтяжёлого класса «Н-1».

### В ЦКБМ
С 1963 по 1980 год на научно-исследовательской и конструкторской работе в филиале Центрального конструкторского бюро машиностроения в должности ведущего конструктора, главного ведущего конструктора и технического руководителя по созданию,  изготовлению и испытаниям ракеты-носителя тяжёлого класса «Протон».
12 ноября 1970 года Постановлением ЦК КПСС и СМ СССР Ю. А. Колоскову «За работу в области специального аппаратостроения» была присуждена Государственная премия СССР.
Скончался 6 марта 1980 года в Москве, похоронен на Ваганьковском кладбище(участок 45).

## Награды
- Орден Октябрьской революции (18.01.1980)
- Орден Трудового Красного Знамени (29.07.1960)

### Премия
- Государственная премия СССР (12.11.1970 — «За работу в области специального аппаратостроения»)[1][2][3][4]